# Fortsetzungskrieg
Der Fortsetzungskrieg (finnisch jatkosota, schwedisch fortsättningskriget) war der im Rahmen des Zweiten Weltkriegs als Fortsetzung des Winterkriegs (November 1939 bis März 1940) ab 22. Juni 1941 geführte Krieg zwischen Finnland und der Sowjetunion. Dabei gelang es Finnland an der Seite des Deutschen Reichs anfangs, die im Winterkrieg an die Sowjetunion verlorenen Gebiete zurückzuerobern. Danach entwickelte sich ein drei Jahre andauernder Stellungskrieg, bis die Sowjetunion im Juni 1944 eine große Offensive startete, als deren Folge der Waffenstillstand von Moskau geschlossen wurde. Aufgrund dieses Vertrags verlor Finnland nicht nur die zurückeroberten Gebiete an die Sowjetunion, sondern musste auch weitere Gebiete an diese abtreten. Außerdem war es verpflichtet, die noch im Land befindlichen deutschen Truppen anzugreifen, was zum Lapplandkrieg und dem Rückzug der deutschen Truppen aus Finnland führte. Ein Friedensvertrag kam erst im Rahmen der Pariser Friedenskonferenz von 1946 zustande.

## Ausgangslage
1939 teilten die Sowjetunion und das Deutsche Reich Europa im Molotow-Ribbentrop-Pakt in Interessensphären auf. Nach dessen Abschluss verfolgten beide Länder eine Politik der Expansion innerhalb dieser Sphären. Deutschland griff Polen am 1. September an und begann so den Zweiten Weltkrieg. Am 17. September folgte die Sowjetunion und besetzte den ihr im Vertrag zugesicherten Teil Polens. Im Sommer 1940 erpresste die Sowjetunion Bessarabien von Rumänien und annektierte die baltischen Staaten. Zuvor jedoch, im Herbst 1939, war Stalins Ziel Finnland. Da es seine ultimativen Gebietsforderungen ablehnte, kam es zum Winterkrieg, den die Sowjetunion am 30. November nach einem mutmaßlich inszenierten Zwischenfall im Grenzort Mainila ohne Kriegserklärung begann. Zwar erwehrte sich Finnland im Verlaufe des Winters der mehrfachen gegnerischen Überlegenheit und erzielte an einigen Kriegsschauplätzen unerwartete Erfolge, jedoch drohte die Front im März 1940 nach massiven Verstärkungen der angreifenden sowjetischen Truppen zusammenzubrechen. In der Folge wurde der Friedensvertrag von Moskau geschlossen, in dem Finnland umfangreiche und über Stalins ursprüngliche Forderungen hinausgehende Gebiete an die Sowjetunion abtreten musste. Finnland errang während des Krieges die Sympathien der Westmächte, musste jedoch größtenteils alleine mit nur wenig Unterstützung kämpfen. Deutschland hatte sich bis zu diesem Zeitpunkt nicht sonderlich mit Finnland befasst.
Unmittelbar nach dem Friedensschluss begann Finnland mit dem Bau der Salpa-Linie, eines Befestigungsgürtels zwischen dem Finnischen Meerbusen und dem Seensystem des Saimaa, nachdem im Winterkrieg bereits die Verteidigungsanlage Mannerheim-Linie eine zentrale Rolle gespielt hatte. Mit Beginn des offensiv geführten Fortsetzungskriegs wurde die fast abgeschlossene Konstruktion unterbrochen, 1944 aber wieder aufgenommen und erweitert. Zudem verlängerte Finnland die Wehrpflicht von einem auf zwei Jahre. Die Armee wurde von neun auf 16 Divisionen verstärkt. Vor allem aber wurde nach der Erfahrung der technischen Unterlegenheit im Winterkrieg in großem Umfang Rüstungsmaterial beschafft, insbesondere Großwaffen, die in der vorherigen, auf den infanteristischen Kampf ausgerichteten Armee kaum vorhanden gewesen waren.
Ab Ende 1940 begann ein enges Zusammenwirken zwischen den militärischen Führungsspitzen des Deutschen Reichs und Finnlands, nachdem jede Militärzusammenarbeit zwischen Finnland und Schweden von der Sowjetunion zum Angriffsanlass erklärt worden war. Damit hatte sich in Finnland die Erkenntnis durchgesetzt, dass nach einem zukünftigen Angriff der Sowjetunion ausreichende Hilfe von den skandinavischen Nachbarn oder den Westalliierten nicht zu erwarten sei. Somit gab es für Finnland nur einen potentiellen Verbündeten gegen die Sowjetunion: das Deutsche Reich. Diese Zusammenarbeit drückte sich zunächst in umfangreichen deutschen Waffenexporten aus. Hinzu kam im September 1940 eine Durchmarschgenehmigung für deutsche Truppen durch Finnland. Anfang 1941 begann die geheime Rekrutierung von Finnen für einen Verband der Waffen-SS. Im Mai und Juni 1941 wurden führende finnische Militärvertreter in die deutschen Angriffspläne gegen die Sowjetunion im Rahmen des Unternehmens Barbarossa eingeweiht. Beide Seiten sprachen das Vorgehen im Rahmen der geplanten Operation ab. Mit dem Zusammenwirken beabsichtigte das Deutsche Reich eine Sicherung der Lieferung kriegswichtiger Rohstoffe aus Finnland, wie Kupfer, Molybdän, Nickel und Schwefelkies (Pyrit und/oder Markasit).
Die finnische Regierung propagierte den Fortsetzungskrieg als „antibolschewistischen Kreuzzug“ zum Sturz des sowjetischen Regierungssystems zur Verteidigung der abendländischen Kultur. In den Wochen und Monaten nach Kriegsbeginn erschienen in den Tagesbefehlen, Aufrufen und Erklärungen der Militärs und Politiker, immer wieder die Aufforderung zum „heiligen Krieg“ zum „Schlußkampf“ gegen die „europäische Pestgefahr“ und zum „Kreuzzug“ gegen den „Erbfeind“. Mit den ersten Erfolgen schnellten auch territoriale Erwartungen und die Großfinnland-Pläne in die Höhe, bei denen Leningrad „als Industrie- und Großstadt verschwinden müsse“.
Auch die sowjetische Seite bereitete sich auf einen erneuten, offensiv geführten Krieg gegen Finnland vor. Strategisches Ziel war erneut die Besetzung des gesamten Landes. Helsinki sollte innerhalb von 30 Tagen, der Bottnische Meerbusen spätestens nach 45 Tagen erreicht werden. 49 Divisionen der Roten Armee waren dazu vorgesehen, gegenüber 22 zum Beginn des Winterkriegs.

## Verlauf

### Mobilmachung
Nordfinnland wurde in einer Vereinbarung vom 25. Mai 1941 zum Operationsgebiet der Wehrmacht mit ihrem Armeeoberkommando Norwegen erklärt, dem ein finnisches Korps unterstellt wurde. Die Hauptstreitmacht der Finnen sollte aber im Süden die Salpa-Linie verteidigen, während im Norden eine Beteiligung an der Offensive der Deutschen sowie eine mobile Verteidigung gegen mögliche sowjetische Gegenangriffe von wenigen Stützpunkten aus vorgesehen war.
Die Operation firmierte auf deutscher Seite unter dem Namen Unternehmen Silberfuchs. Dieses begann mit der Verladung der ersten Truppenteile in den Häfen Stettin und Oslo für den Schiffstransport, während der Aufmarsch in Finnland bereits am 5. Juni begann. Die Überführung der Truppen trug den Kodenamen Blaufuchs und war am 14. Juni mit der Überführung von 30.600 Soldaten im Wesentlichen abgeschlossen.
Finnland begann seine Mobilmachung Mitte Juni. Diese wurde sehr weit gefasst. Es sollte ein kurzer, mit hohem Einsatz geführter Krieg werden, während dessen Dauer Frauen sowie die Männer im Alter von über 45 Jahren die Arbeitskraft der Volkswirtschaft alleine stellen sollten. Die Stärke der finnischen Armee erreichte rund 475.000 Mann. Inzwischen hatte Finnland die noch kurz zuvor weitgehend defensive Aufstellung der selbst kommandierten Truppen aufgegeben. Den Deutschen wurde zugesagt, die Sowjetunion nördlich des Ladogasees mit mindestens sechs Divisionen anzugreifen. Zu Beginn von Barbarossa stand für diesen Zweck eine rund 100.000 Mann starke finnische Armee bereit.
Während der Mobilmachung erschien am 14. Juni eine TASS-Erklärung, in der alle Gerüchte über einen bevorstehenden Angriff auf die Sowjetunion als falsch zurückgewiesen wurden. Dies löste beim finnischen Generalstab, dem zu diesem Zeitpunkt der genaue Angriffstermin noch nicht bekannt war, Bestürzung aus. Man befürchtete, Hitler habe Probleme beim Finden eines glaubhaften Angriffsgrundes. In einem Telegrammwechsel bestätigte der Chef des Oberkommandos der Wehrmacht, Keitel, im Auftrag Hitlers indirekt den bevorstehenden Angriff. Das Telegramm nahm den Finnen die Zweifel an der Ernsthaftigkeit der deutschen Angriffspläne.
Am 18. Juni verließen die deutschen Truppen ihre Feldlager und nahmen ihre Ausgangsstellungen an der finnisch-sowjetischen Grenze ein.

### Kriegsbeginn und anfänglicher Gebietsgewinn

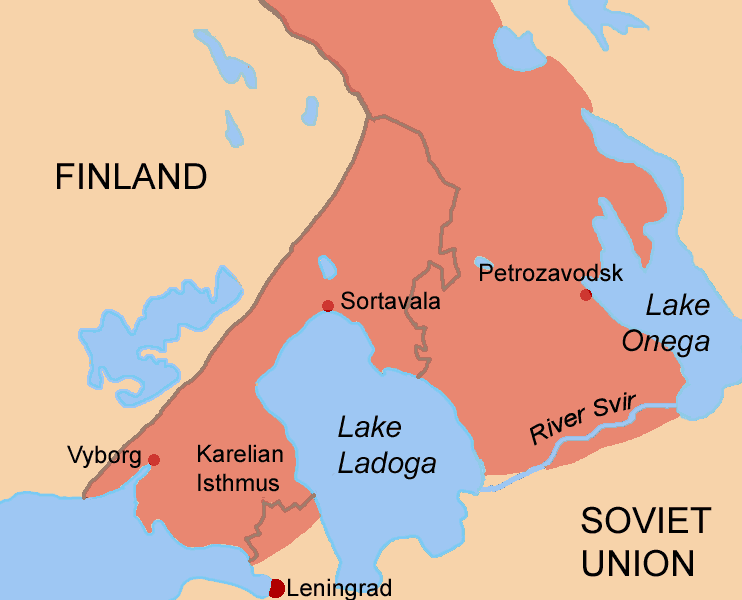
Lage Anfang Dezember 1941 bis Juni 1944

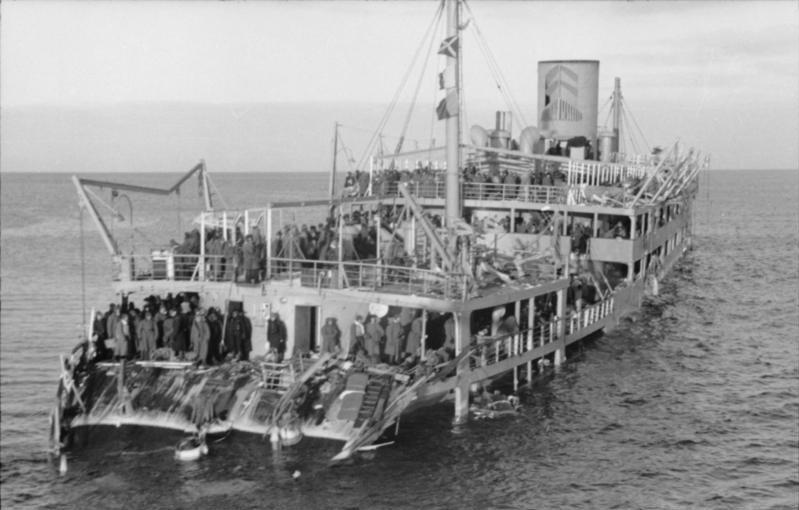
Der bei Evakuierung der Basis Hanko im Dezember 1941 auf eine deutsche Minensperre gelaufene sowjetische Truppentransporter Josif Stalin halb gesunken

In den frühen Morgenstunden des 22. Juni 1941 begann das „Unternehmen Barbarossa“, der deutsche Überfall auf die Sowjetunion. Nach deutschen Bombenangriffen auf Leningrad am 22. und 23. Juni 1941 legten Ju-88-Bomber auf dem finnischen Flugplatz Utti angeblich „Zwischenlandungen“ ein, die zum Auftanken dienten. Ebenfalls am 22. Juni hatte die Kriegsmarine mit Hilfsminenlegern von finnischen Gewässern aus begonnen, Minensperren zu legen. Die finnische Regierung erklärte sich trotzdem zuerst im Krieg zwischen dem Deutschen Reich und der Sowjetunion für neutral – entgegen Hitlers einseitiger Bündniserklärung. In seinem ersten Tagesbefehl hatte Hitler den Soldaten an der Ostfront mitgeteilt, dass das Deutsche Reich „im Bunde mit finnischen Divisionen“ zum Angriff angetreten sei.
Am 25. Juni 1941 flogen 263 sowjetische Bomber und 224 Jagdflugzeuge unter der Leitung von General Alexander Nowikow überraschende Luftangriffe auf 18 finnische Flugplätze. In Turku sollen nach sowjetischen Angaben zwischen 30 und 40 Flugzeuge zerstört worden sein. Bei den bis in den Juli 1941 fortgesetzten Angriffen sollen nach sowjetischen, per Luftbildfotografie gewonnenen, Angaben insgesamt 130 deutsche und finnische Flugzeuge zerstört worden sein, bei eigenen Verlusten von 40 Flugzeugen. Die finnische Regierung nutzte diesen Angriff als Grund für die Kriegserklärung an die Sowjetunion und den Beginn der finnischen Offensive. Von diesem Zeitpunkt an nutzte die deutsche Luftwaffe finnische Flugplätze als Stützpunkte auch zum Aufmunitionieren der Flugzeuge.
Im Norden des Landes, dem Teil, in dem die Wehrmacht auch finnische Truppen in den Angriff führte, wurde im Rahmen des Unternehmens Silberfuchs die Gegend um Petschenga und dessen Nickelminen eingenommen. Danach folgte im Rahmen derselben Operation eine finnisch-deutsche Offensive gegen die Hafenstadt Murmansk. Im Verlauf der Operation gewannen die deutsch-finnischen Truppen anfangs an Boden und Salla wurde noch im Juli zurückerobert. Murmansk blieb jedoch während des gesamten Krieges in sowjetischer Hand.
Im Norden stießen die Deutschen bis zum Fluss Liza vor. Die schwierige Nachschubsituation sowie das extreme Gelände führten jedoch zur schnellen Abnutzung der Truppen, was den Vormarsch daraufhin verlangsamte. An den alten Grenzbefestigungen von 1939 kam es zu heftigen Kämpfen und nachdem die Sowjets Verstärkungen in das Gebiet verlegt hatten, erzielten Deutsche und Finnen nur noch marginale Geländegewinne, sodass die Offensive in diesem Gebiet im November eingestellt wurde.
Die Finnen hatten zunächst geplant, im eigenen Operationsgebiet – südlich des Abschnitts des deutschen AOK Norwegen – nur begrenzt in sowjetisches Gebiet vorzustoßen. Nachdem in den ersten Kriegstagen eine unerwartete Schwäche der Gegenseite offenbar wurde, befahl Mannerheim ein stärker raumgreifendes Vorgehen. Dieses setzten sie ab dem 10. Juli in drei Richtungen um. Im Süden wurde im Rahmen der Offensive an der Karelischen Landenge die im Friedensvertrag von Moskau nach dem Winterkrieg an die Sowjetunion abgetretene Karelische Landenge zurückerobert. Die Bewohner der ehemals zweitgrößten Stadt Finnlands, Viipuri (Wyborg), konnten für kurze Zeit zurückkehren. Danach marschierte die finnische Armee auf Leningrad zu, setzte die Offensive gegen die Stadt nach dem Erreichen der Grenzen von 1939 jedoch nicht weiter fort. Gleichwohl blockierte Finnland somit Leningrad von Norden, was im Zuge der darauffolgenden mehrjährigen deutschen Belagerung der Stadt in deren kompletter Einschließung resultierte. Außerdem unterstützte Finnland die Bildung einer deutsch-finnisch-italienischen Flottille auf dem Ladogasee, um die sowjetischen Versorgungsrouten anzugreifen.
In der Mitte der Karelienfront eroberte Finnland seine früheren Gebiete in Westkarelien nördlich des Ladogasees zurück. Anfang September setzte Finnland zusammen mit der deutschen 163. Infanterie-Division seine Offensive in Ostkarelien fort, das vorher jedoch nie finnisch war. Im Verlauf dieser Offensive rückten die Finnen in breiter Front bis zum Onegasee vor, nahmen am 1. Oktober Petrosawodsk ein und überschritten den Fluss Swir, bevor die Offensive im Dezember 1941 eingestellt wurde. Damit waren auch die Grenzen eines gedachten Großfinnlands erreicht. Deutsche Forderungen, auch diese Front gegen Leningrad zu wenden, lehnten die Finnen ab. Stattdessen wandten sie sich nach Norden zur Landenge von Medweschjegorsk. Mit der Mitteloffensive verfolgten die Finnen das Ziel, eine Linie gut zu verteidigender Wasserlinien und Landengen zu erreichen und westlich von diesen einen Puffer aufzubauen, der das engere Staatsgebiet vor sowjetischen Gegenangriffen schützen sollte. Allerdings waren die Finnen im Norden im Raum Rukajärvi nicht zur geschlossenen Verteidigung dieser Linie in der Lage. Dieser rund 200 Kilometer lange Frontabschnitt wurde lediglich bestreift.
Die dritte Stoßrichtung der Karelienarmee zielte weiter nördlich mit den vergleichsweise schwachen Kräften der 14. Division auf die Stadt Rukajärvi, die Mitte September 1941 erreicht wurde.
Das finnische Vorgehen auf sowjetisches Gebiet führte dazu, dass sich Finnlands Beziehungen zu den Westmächten verschlechterten. An Finnlands Unabhängigkeitstag, dem 6. Dezember, erklärte Großbritannien Finnland den Krieg, wodurch Finnlands Möglichkeiten zum Handel mit neutralen und alliierten Ländern stark eingeschränkt wurden und die Abhängigkeit von deutschen Lieferungen zunahm. Jedoch blieb dies ein symbolischer Akt, da nach der Kriegserklärung keine nennenswerten Militäroperationen Großbritanniens gegen Finnland erfolgten. Vor der Kriegserklärung hatte Großbritannien bereits einen Trägerangriff gegen den Hafen von Petsamo (der als Nachschubbasis von den Deutschen benutzt wurde) durchgeführt, außerdem waren für kurze Zeit britische Lufteinheiten in der Sowjetunion in Murmansk stationiert, die bis zu ihrem Abzug Unterstützungsflüge für sowjetische Bomber und die Ausbildung von Besatzungen durchführten.
Zu Kämpfen kam es auch um die südfinnische Hafenstadt Hanko, die die Sowjetunion gepachtet hatte. Im Dezember 1941 zogen die sowjetischen Truppen von dort ab.
Auf operativer Ebene gingen die Finnen meist hochmobil, zum Teil amphibisch vor und versuchten sowjetische Einheiten zu umgehen, einzukesseln und im Fall von Rückzügen zu verfolgen. Dies beruhte zum Teil auf den guten Erfahrungen mit dieser Vorgehensweise im Winterkrieg, zum Teil auf der zähen Verteidigung der Roten Armee, deren Positionen kaum im Sturm zu nehmen waren.

### Stellungskrieg

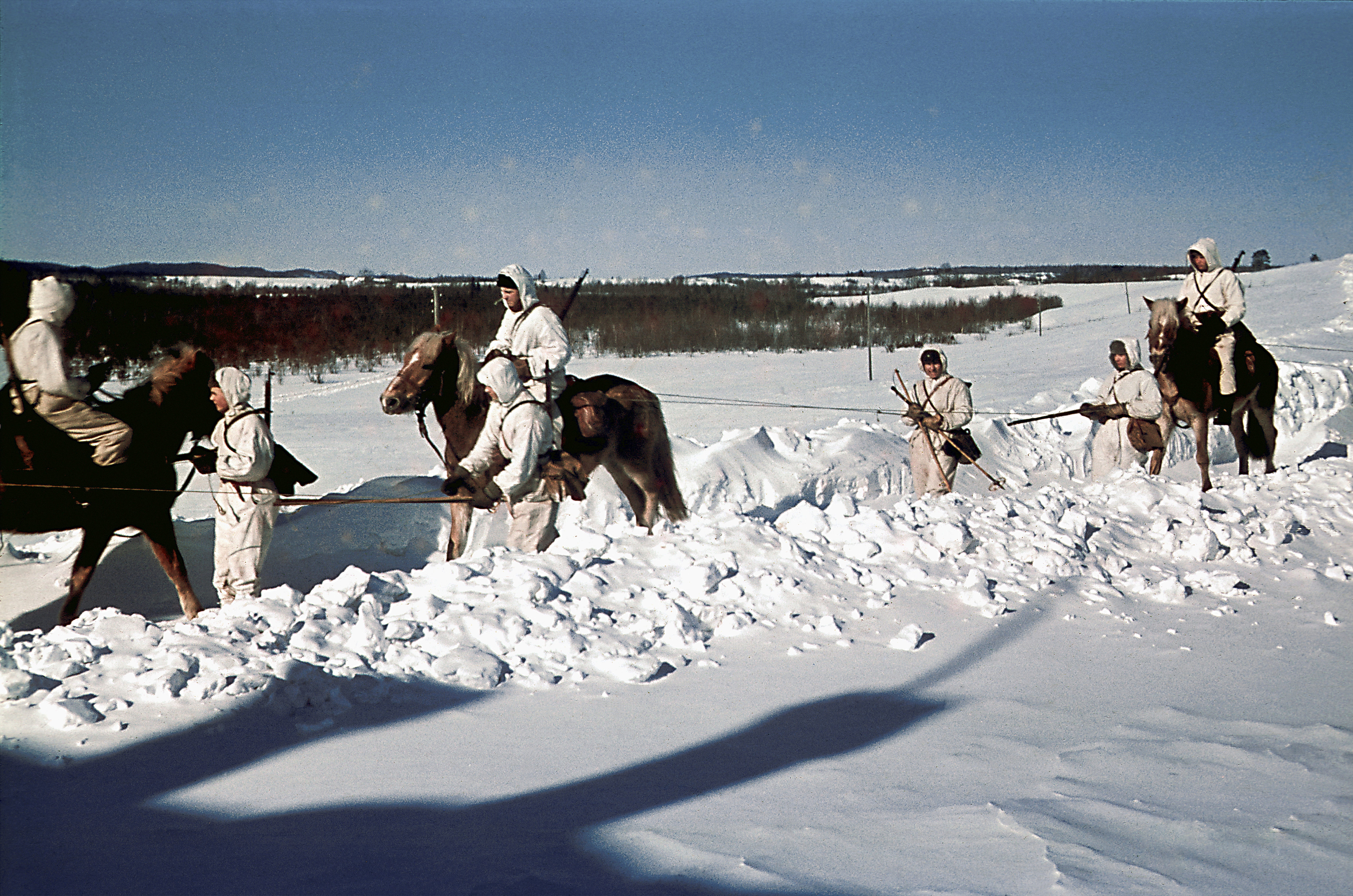
Finnische Kavallerie in Karelien, Frühjahr 1942

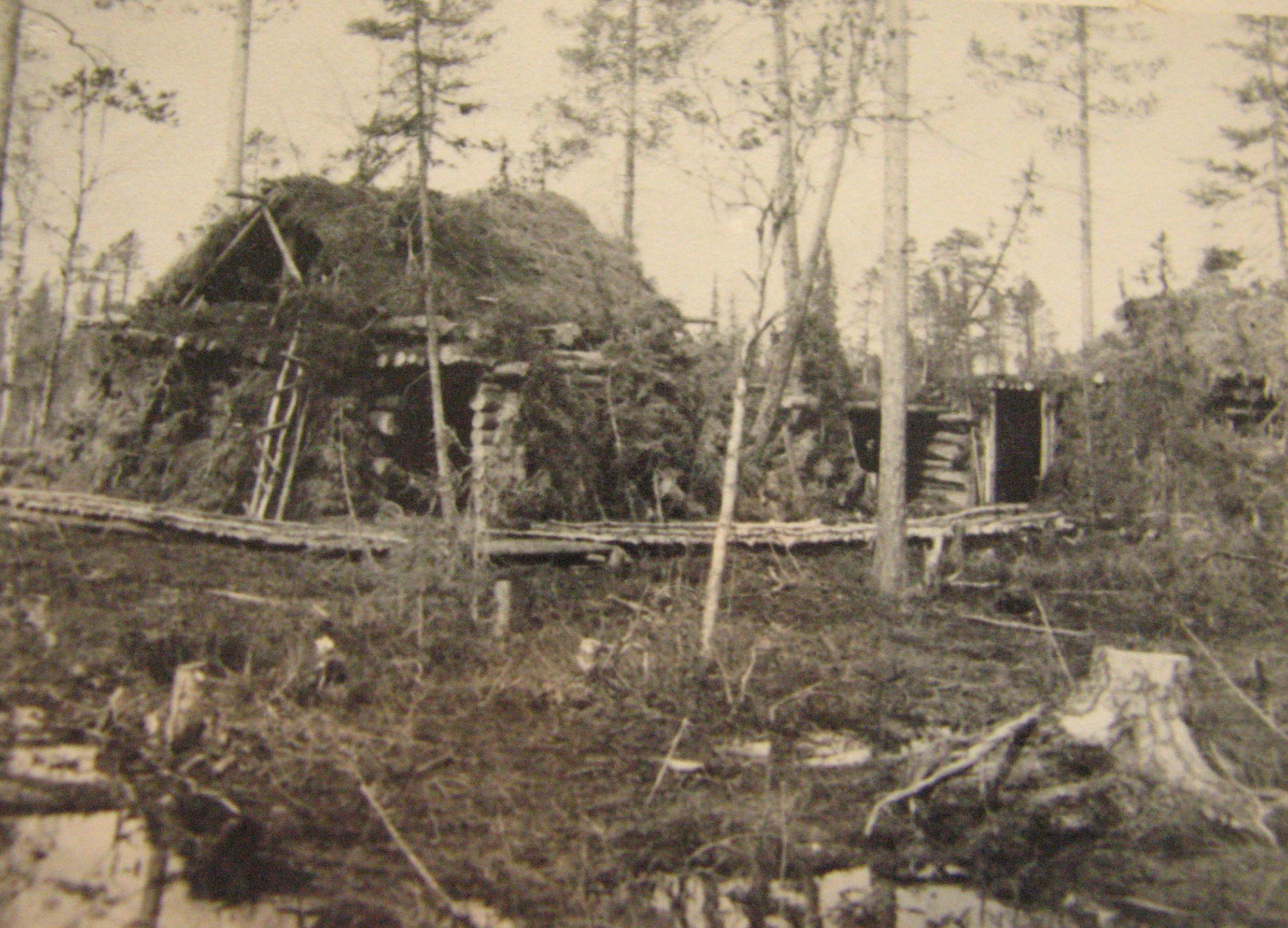
Getarnter Bunker der deutschen Wehrmacht nahe Rovaniemi

Im Zuge des Unternehmens Barbarossa nahm die Wehrmacht zwar in kurzer Zeit große Teile der westlichen Sowjetunion ein, konnte das Land jedoch nicht aus dem Krieg drängen oder gar besiegen. Im Dezember 1941 kam der Vorstoß zunächst an allen Teilen der Front ins Stocken. Bei Moskau begann die Rote Armee eine Gegenoffensive und zunehmend waren auch die USA in den Konflikt involviert.
Die Finnen hatten bereits während der Anfangsphase deutsche strategische Wünsche nur teilweise erfüllt. Unter anderem hatte Mannerheim seinen Truppen geheime Befehle erteilt, den Vorstoß nur bis zu bestimmten Linien mitzumachen. Weitergehende Pläne für ein gemeinsames Vorgehen mit den Deutschen wurden zwar mehrfach diskutiert, wobei die Finnen ihre Verbündeten möglichst lange hinzuhalten versuchten. Auf der anderen Seite arbeitete die Militärführung des Landes aber auch Pläne für weiter raumgreifende Operationen aus für den Fall, dass die Achsenmächte die Sowjetunion auf anderen Kriegsschauplätzen wesentlich schwächen sollten. Vom Herbst 1942 an wurde eine solche Entwicklung aber als unwahrscheinlich eingeschätzt und die entsprechende Planungsarbeit eingestellt. Zugleich stieß die finnische Führung auf eine zunehmend ablehnende Haltung ihrer Truppen, je weiter diese außerhalb der Staatsgrenzen von 1939 operieren sollten. Darüber hinaus wurden die volkswirtschaftlichen Probleme aufgrund der fehlenden Arbeitskraft der mobilisierten Soldaten immer gravierender. Im Spätfrühling 1942 wurden daher 180.000 Reservisten älterer Jahrgänge demobilisiert und nur zum Teil durch neu ausgehobene Wehrpflichtige ersetzt. Alle 17 im Feld stehende finnische Divisionen operierten ab diesem Zeitpunkt mit verringerter Stärke.
Bald setzt sich bei der finnische Führung die Erkenntnis durch, dass dem Land keine andere Wahl blieb, als die erste sich bietende realistische Möglichkeit zum Frieden mit Stalin zu ergreifen. Die Stärke der deutschen Wehrmacht war aber immer noch abschreckend, und sowjetische Friedensangebote wurden zurückgewiesen. Es bleibt umstritten, ob es Finnland möglich gewesen wäre, im Frühjahr 1942 einen Separatfrieden mit der Sowjetunion zu schließen.
Während der folgenden drei Jahre war Finnland ein Nebenkriegsschauplatz. Nicht nur blieben die Fronten weitgehend unverändert. Auch Kampfhandlungen blieben weitgehend aus. Ausnahmen waren erfolglose Versuche der Sowjetunion, Ostkarelien zurückzuerobern, insbesondere Anfang 1942, und die Eroberung der Insel Hogland (heute russisch Gogland) durch die Finnen im März 1942.
Nach den zunehmenden Kriegserfolgen bis zum Sommer 1943 forderte die Sowjetunion von Finnland einen völligen finnischen Rückzug auf die Grenzen nach dem Winterkrieg. Die finnische Staatsführung bewertete dies jedoch als „politischen Selbstmord“ und lehnte kategorisch ab. Der Stellungskrieg setzte sich daher fort.

### Kriegsende

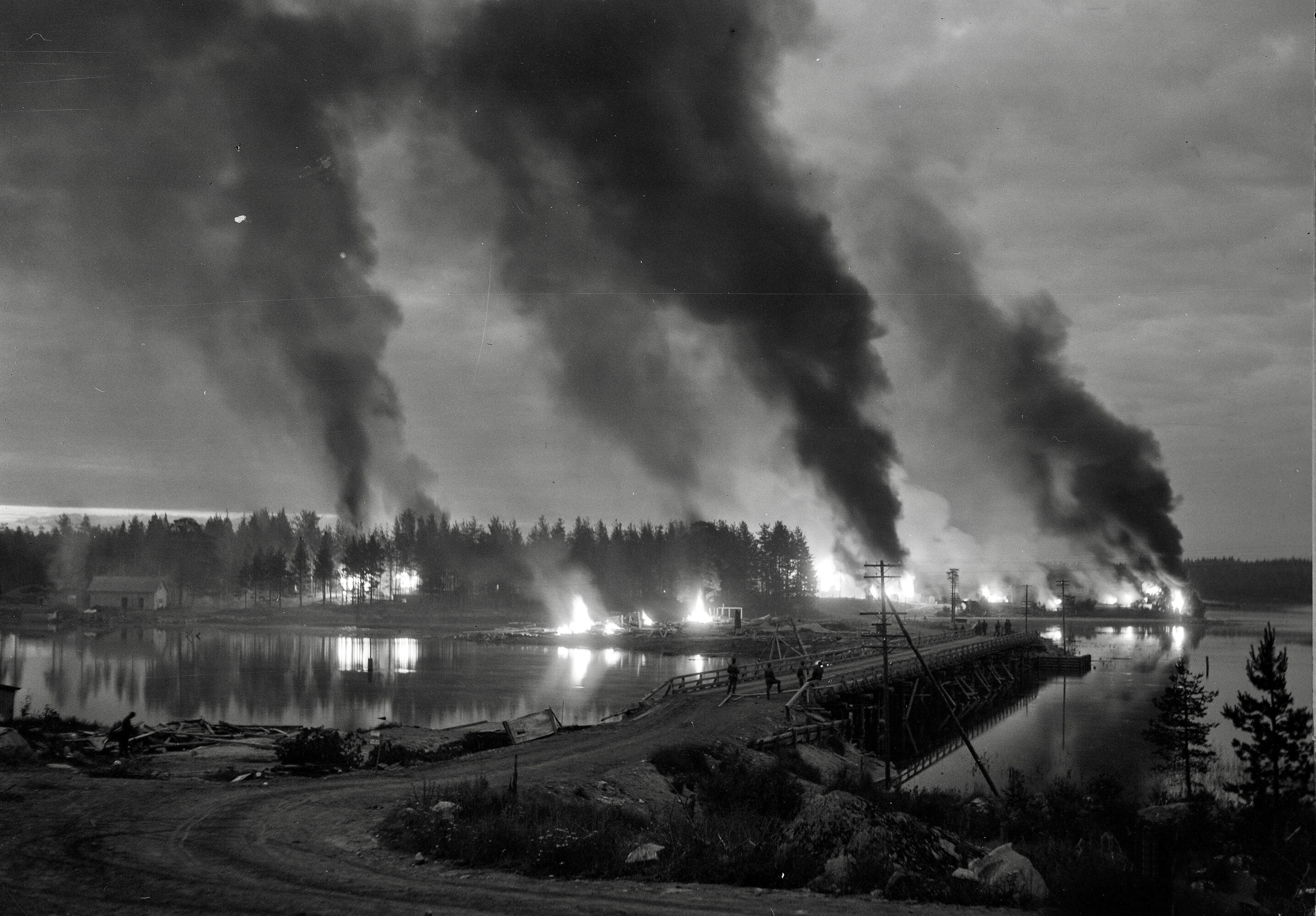
Finnische Soldaten haben auf ihrem Rückzug im Sommer 1944 Häuser in Brand gesteckt, damit der Gegner sie nicht nutzen kann.

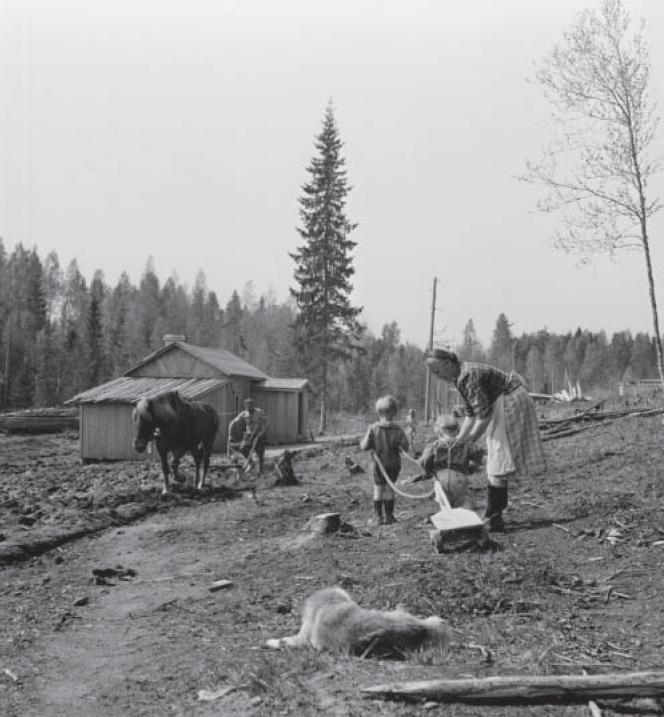
Eine evakuierte karelische Familie arbeitet auf ihrem neuen Bauernhof in Südfinnland.

Im Jahr 1944 verschlechterte sich die allgemeine Lage im Zweiten Weltkrieg für die deutsche Seite rapide. Auch im Krieg mit Finnland gewann die Sowjetunion die Initiative. Im Februar 1944 wurde Helsinki mehrfach bombardiert, am schwersten am 16. (25 Tote unter der Zivilbevölkerung) und 26. Februar (18 zivile Todesopfer). Insgesamt blieben die militärischen Auswirkungen der Luftangriffe aber gering, und die Kampagne wurde bald wieder eingestellt. Stalin legte im April fest, dass Finnland in einer schnellen Operation mit beschränkten Kräften vor der Hauptaufgabe der Befreiung Weißrusslands zu erobern sei. Geplant war ein Angriff durch die Karelische Landenge zunächst auf Wyborg und dann auf Helsinki. Kurz nach dem Beginn dieser Operation sollte eine weitere Front in Ostkarelien eröffnet und das Land bis zum Seensystem Saimaa erobert werden. Am 9. Juni begann die Rote Armee dieses Unternehmen unter dem Namen Wyborg-Petrosawodsker Operation. Die Finnen hatten ihre Verteidigung zwar tief gestaffelt, wurden aber von der unerwartet großen Kampfkraft der Roten Armee überrascht. Zudem waren Truppenansammlungen im Raum von Leningrad zwar beobachtet, aber ein Stoß in Richtung Estland angenommen worden. Nach schwerem Artilleriefeuer waren die finnischen Positionen nördlich von Leningrad weitgehend zerstört und wurden am 10. Juni von den sowjetischen Truppen durchbrochen. Vereinzelte finnische Gegenangriffe scheiterten, und Teile der finnischen Armee flohen vor den schnell vorgehenden gegnerischen Truppen. Die Finnen versuchten daraufhin, den Angriff an der nachgelagerten VT-Linie aufzuhalten, wozu ihre einzige Panzerdivision einen Gegenangriff versuchte. Diese Bemühungen scheiterten ebenfalls, aber die Finnen konnten zu einem geordneten Rückzug übergehen. Am 20. Juni eroberte die Rote Armee Wyborg.
Zudem begann am 21. Juni die sowjetische Offensive in Ostkarelien. Die dort ohnehin geringen finnischen Kräfte waren zum Teil in Richtung Süden abgezogen worden, so dass sich die Truppen vor der schnell und teils amphibisch vorgehenden Roten Armee rasch auf das eigene Staatsgebiet zurückzogen. Dort gelang es Mitte Juli, den sowjetischen Angriff vorerst zu stoppen.
Finnland war damit wie im Winterkrieg von der vollständigen Besetzung bedroht. Mannerheim lehnte eine Kapitulation jedoch ab, da diese angesichts der Lage bedingungslos hätte sein müssen. Stattdessen wurden bis zum August die auf Ernteurlaub befindlichen Soldaten zu ihren Einheiten zurückbeordert und ältere Jahrgänge erneut eingezogen. Zugleich war Deutschland auf ein Verbleiben Finnlands im Krieg angewiesen. Ein Austritt Finnlands hätte es der Sowjetunion erlaubt, schnell über die Ostsee vorzustoßen und so die deutschen Stellungen im Baltikum zu bedrohen, die bis dato in mehreren heftigen Verteidigungsschlachten bei Narva standgehalten hatten. Als Folge dessen wurde am 26. Juni der Ryti-Ribbentrop-Vertrag unterzeichnet, in dem Finnland gegen deutsche Waffenhilfe zusicherte, den Krieg nicht zu beenden. Die Deutschen lieferten vor allem Artillerie und Panzerabwehrhandwaffen. Zudem wurden rund 70 Erdkampfflugzeuge mit deutscher Besatzung, eine Infanteriedivision und eine Sturmgeschützbrigade nach Südfinnland verlegt. Diese hatten neben dem Kampf gegen die Rote Armee die Aufgabe, bei einem Ausscheiden Finnlands aus dem Krieg strategisch wichtige Punkte zu besetzen und eventuell mit abtrünnigen und weiter kampfeswilligen Finnen weitere Operationen auszuführen.
Derweil waren die Finnen auf die letzte ihrer drei Verteidigungslinien in der Karelischen Landenge zurückgegangen und hatten dort die deutschen und eigene Verstärkungen erhalten. Damit stabilisierte sich Anfang Juli nach der Schlacht von Tali-Ihantala diese Front. Daraufhin ließ die Offensivkraft der Roten Armee erheblich nach, auch weil inzwischen die Befreiung Weißrusslands im Mittelpunkt der Operationen auf dem nordwestlichen Kriegsschauplatz stand. Von der Karelischen Landenge wurden sogar Truppen dorthin abgezogen. Dennoch hielten die Kämpfe im Süden Finnlands bis in den August an. Weiter nördlich setzte die Rote Armee ihren Vormarsch mit verringertem Tempo fort. Ende Juli überschritt sie bei einem Angriff auf Ilomantsi erstmals die Grenzlinie des Friedens von Moskau aus dem Jahr 1940. Die Finnen schlossen die daran beteiligten Truppen jedoch ein und zwangen sie nach einer zehntägigen Belagerung zum Rückzug auf sowjetisches Territorium. Die Finnen verfolgten sie bis nach Rukajärvi, wo ihnen wiederum eine Einkesselung drohte. Die dortige Kämpfe hielten bis zum Waffenstillstand am 4. September an.
Operativ gelang den Finnen das Aufhalten der Roten Armee durch die erstmals in größerem Umfang vorhandenen Panzerabwehrwaffen, eine Schwerpunktbildung an Engstellen und ein schärferes disziplinarisches Vorgehen gegen Fahnenflucht. Sowohl die sowjetische als auch die finnische Seite bewiesen eine deutlich bessere Koordination zwischen Artillerie, Infanterie und Panzertruppe als in früheren Phasen des Konflikts und im Winterkrieg. Zudem sorgte das regnerische Wetter dafür, dass die sowjetische Luftwaffe die Eisenbahnlinien kaum angreifen und die Finnen damit der Front Verstärkung zuführen konnten.
Da sich Stalins Fokus mittlerweile vollständig auf die Befreiung des übrigen sowjetischen Territoriums und Deutschlands gelegt hatte, erreichte Finnland gegen den Willen des Deutschen Reichs einen separaten Waffenstillstand mit der Sowjetunion. Dieser wurde am 19. September in Moskau unterzeichnet. Da die Vereinbarungen auf Druck der sowjetischen Regierung auch die Bekämpfung der in Lappland stationierten Einheiten der deutschen Wehrmacht durch finnische Truppen beinhalteten, führte dies zum Ausbruch des Lapplandkriegs, der bis zum Frühjahr 1945 andauerte.
Der endgültige Frieden von 1947 mit der UdSSR und dem Vereinigten Königreich wurde nach der Pariser Friedenskonferenz 1946 zu noch härteren Bedingungen geschlossen als nach dem Winterkrieg. Zu diesen Bedingungen zählte unter anderem die Abtretung des Gebietes um Petsamo mit dem einzigen eisfreien Nordmeerhafen des Landes. Dafür blieb Finnland allerdings die Besetzung durch sowjetische Truppen erspart, und das Land konnte im Unterschied zu den baltischen Staaten seine Unabhängigkeit bewahren.

## Situation der sowjetischen Gefangenen
Während des Fortsetzungskrieges kamen ca. 23.000 sowjetische Gefangene ums Leben. Davon starben über 16.000 allein zwischen Dezember 1941 und September 1942. Grund für die vielen Toten war vor allem eine Unterversorgung der Gefangenen mit Kleidung und Nahrungsmitteln sowie eine schlechte Unterbringung und fehlende Gesundheitsversorgung. Zudem wurden über 1000 Kriegsgefangene erschossen. Die Verantwortlichen für die Tötungsdelikte wurden erst nach Kriegsende und auf Drängen der Sowjetunion zur Verantwortung gezogen.
Der finnische Militärgeheimdienst teilte die Gefangenen nach Ethnien ein, wobei russische Gefangene besonders schlecht behandelt wurden und mit 33 % die höchste Sterberate unter den Gefangenen hatten. Finnisch-sprachige Gefangene schickte man hingegen in ein eigenes Lager und ließ sie nach knapp einem Jahr frei.
Die Wehrmacht betrieb selbst zwei Gefangenenlager in Finnland und arbeitete eng mit den Finnen zusammen. Im Laufe des Fortsetzungskrieges wurden 2270 sowjetische Gefangene von Finnland an Deutschland übergeben, darunter 52 Menschen jüdischer Abstammung. Von diesen 52 wurden 2 nach Finnland zurücküberstellt, über das Schicksal der restlichen 50 ist nicht viel bekannt. Ihre Ermordung durch die Nazis kann jedoch als wahrscheinlich angenommen werden.
Carl Mannerheim war in seiner Funktion als Vorsteher des Finnischen Roten Kreuzes für die Situation in den Gefangenenlagern verantwortlich. Er nahm das Massensterben der Gefangenen für eine bessere Versorgung der eigenen Truppen bewusst in Kauf.

## Verbündeter oder nur Waffenbruder?

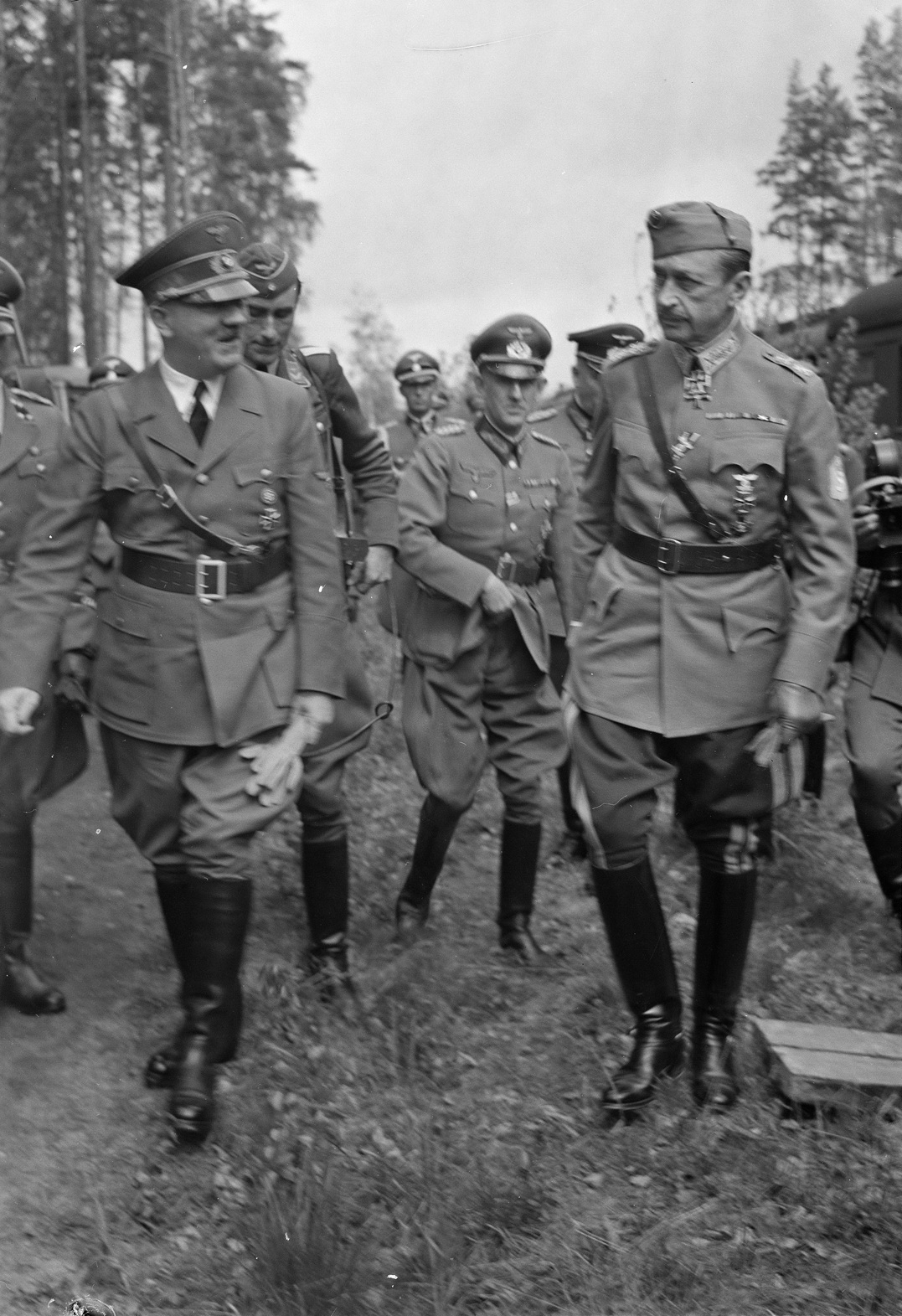
Hitler besucht den Feldmarschall Mannerheim im Juni 1942

Die Finnen bezeichnen sich bis heute ungern als ehemalige Verbündete des Deutschen Reichs. Vielmehr wollen sie als gleichzeitig, aber unabhängig kriegführender Staat gesehen werden. Man sah und sieht in der Kooperation mit Deutschland die einzige Möglichkeit, den Zweiten Weltkrieg ohne Gebietsverluste überstehen und die nach dem Winterkrieg an die Sowjetunion 1940 abgetretenen Gebiete zurückgewinnen zu können.
Die Aussage, dass man lediglich gleichzeitig Krieg gegen denselben Feind führte, stimmt zwar angesichts gemeinsamer finnisch-deutscher Operationen nur zum Teil, jedoch verfolgte Finnland in diesem Krieg mit Sicherheit vorwiegend eigene Interessen (in erster Linie die Rückeroberung von Karelien) und stellte sich nur indirekt in den Dienst Hitlers. Auch gab es nie ein offizielles Bündnis, die Kontakte zum Deutschen Reich waren vielmehr sehr diskret; man war sich in Finnland bereits damals bewusst, dass diese Allianz nicht allzu gern in der Welt gesehen wurde. Überdies führte Finnland schon während des Krieges geheime Verhandlungen mit der UdSSR, um den Krieg mit einem Separatfrieden zu beenden, bevor die Rote Armee ihre Kräfte auf Finnland konzentrieren konnte. Der Preis für diesen Frieden war, dass die bislang faktisch verbündeten deutschen Truppen über Nacht zum Feind im eigenen Lande wurden.
Es bleibt allerdings andererseits eine Tatsache, dass bereits am 25. Mai 1941 der finnische Generalstab von der deutschen Führung über das Unternehmen Barbarossa informiert worden war, dass die deutsche Wehrmacht später über lange Phasen praktisch die Verteidigung der nördlichen, kaum bewohnten Hälfte Finnlands gegen die Rote Armee übernommen hatte und dass der Sieg über die Sowjetunion ein gemeinsames Ziel gewesen war. Auch gab es eine Vielzahl an Waffenlieferungen und ähnlicher Unterstützungsmaßnahmen seitens des Deutschen Reiches, um die finnische Armee für den Krieg hinreichend auszustatten. Am 4. Juni 1942 traf sich der finnische Oberbefehlshaber Freiherr Carl Gustaf Emil Mannerheim mit Hitler und dem deutschen Generalstab, um das weitere gemeinsame Vorgehen zu besprechen; und einige Wochen später besuchte der General umgekehrt Hitler in dessen Hauptquartier.

## Buch/Film
- Tuntematon sotilas (Kreuze in Karelien / Der unbekannte Soldat) von Väinö Linna
- Pojat (Jungs) von Mikko Niskanen (mit Vesa-Matti Loiri)

Handlung: Oulu, Sommer 1941 – Herbst 1944, Der Film erzählt vom Verhältnis einer Jungengruppe zu den deutschen Soldaten
- Rukajärven tie (Ambush) (1999) von Olli Saarela
- Kukuschka – Der Kuckuck (Kukushka) RUS 2002, Buch und Regie Alexander Rogoschkin mit Anni-Kristiina Juuso, Ville Haapasalo, Wiktor Bytschkow

Handlung: Lappland September 1944; Anni beherbergt und pflegt kurz vor Kriegsende einen russischen Korporal und einen finnischen Scharfschützen, der von seinen Waffenbrüdern in eine Naziuniform gesteckt wurde. Obwohl alle drei verschiedene Sprachen sprechen, entwickelt sich eine Freundschaft zwischen ihnen.
- Tali-Ihantala 1944 (Schlacht um Finnland) FI 2007, Regie: Åke Lindman und Sakari Kirjavainen.